# Бойко Михайло Якимович
Михайло Якимович Бойко (1 липня 1899 — серпень 1986, Запоріжжя) — Заслужений металург УРСР, Герой Соціалістичної Праці, почесний громадянин міста Запоріжжя.

## Біографія
Народився 1 липня 1899 на території сучасного Тульчинського району Вінницької області.
- у 1917—1921 роках — боєць Червоної Армії;
- у 1931—1933 роках — каменотес на Дніпробуді;
- у 1933—1941 роках — сталевар заводу інструментальних сталей комбінату «Запоріжсталь»;
- у 1942—1950 роках — сталевар металургійного комбінату міста Електросталі (в евакуації);
- у 1951—1965 роках — сталевар заводу «Дніпроспецсталь».

Обирався депутатом Запорізької міської та обласної рад багатьох скликань.
Помер в серпні 1986 року в Запоріжжі.

## Нагороди, звання
Герой Соціалістичної Праці з 1958 року. Нагороджений трьома орденами Леніна (1939, 1954, 1958), медалями. 
Заслужений металург УРСР. Почесний громадянин міста Запоріжжя (звання присвоєне рішенням Запорізької міської ради № 4/4 від 27 жовтня 1967 року). 